# Lijst van GP2 Asia-coureurs
De volgende coureurs hebben ten minste één start in de GP2 Asia Series gemaakt sinds 2008. Van de momenteel actieve renners (seizoen 2011) zijn de namen vet afgedrukt.
De lijst is bijgewerkt tot 21 maart 2011.

## A
- Michail Aljosjin
- Jérôme d'Ambrosio
- Vladimir Arabadzhiev

## B
- Christian Bakkerud
- Earl Bamber
- Nathanaël Berthon
- Jules Bianchi
- Sam Bird
- Marco Bonanomi
- Will Bratt
- Sébastien Buemi
- Yelmer Buurman

## C
- Andrea Caldarelli
- Johnny Cecotto jr.
- Karun Chandhok
- Kevin Nai Chia Chen
- Max Chilton
- Dani Clos
- Stefano Coletti
- Fabrizio Crestani

## D
- Michael Dalle Stelle
- Chris van der Drift

## E
- Armaan Ebrahim
- Marcus Ericsson

## F
- Mohamed Fairuz Fauzy
- Hamad Al Fardan
- Luca Filippi

## G
- Giedo van der Garde
- Rodolfo González
- Romain Grosjean - Wereldkampioen 2008
- Esteban Gutiérrez

## H
- Ben Hanley
- Michael Herck
- Nico Hülkenberg

## I
- Carlos Iaconelli

## J
- James Jakes
- Stephen Jelley

## K
- Adam Khan
- Kamui Kobayashi - Wereldkampioen 2008-2009
- Josef Král
- Plamen Kralev

## L
- Julian Leal
- Fabio Leimer

## M
- Mika Mäki
- Pastor Maldonado
- Edoardo Mortara

## N
- Diego Nunes

## P
- Jolyon Palmer
- Álvaro Parente
- Miloš Pavlović
- Sergio Pérez
- Vitaly Petrov
- Nelson Philippe
- Charles Pic
- Edoardo Piscopo
- Frankie Provenzano
- Marcello Puglisi

## R
- Luiz Razia
- Giacomo Ricci
- Davide Rigon
- Roldán Rodríguez
- Jake Rosenzweig
- Alexander Rossi

## S
- Harald Schlegelmilch
- Yuhi Sekiguchi
- Bruno Senna
- Andy Soucek

## T
- Jason Tahincioglu
- Ricardo Teixeira
- Ho-Pin Tung
- Oliver Turvey

## V
- Alberto Valerio
- Adrián Vallés
- Pål Varhaug
- Davide Valsecchi - Wereldkampioen 2009-2010
- Christian Vietoris
- Javier Villa

## Y
- Sakon Yamamoto
- Alex Yoong
- Hiroki Yoshimoto

## Z
- Daniel Zampieri
- Renger van der Zande
- Adrian Zaugg
- Andreas Zuber